# Lijst van rijksmonumenten in Mill
De plaats Mill telt 67 inschrijvingen in het rijksmonumentenregister. Hieronder een overzicht.
| Object | Oorspronkelijke functie?  | Bouwjaar                                                                    | Architect   | Locatie                               | Coördinaten?                  | Nr.?   | Afbeelding |
| --- | ------------------------- | --------------------------------------------------------------------------- | ----------- | ------------------------------------- | ----------------------------- | ------ | --- |
| De Meysche Voort | Boerderij                 | 18e eeuw                                                                    |             | Meisevoort 16                         | 51° 43' 19" NB, 5° 46' 13" OL | 8858   | Meer afbeeldingen |
| Tongelaer | Kasteel, buitenplaats     | 15e eeuw / 19e eeuw / 1856                                                  |             | Tongelaar 12                          | 51° 42' 47" NB, 5° 46' 49" OL | 8859   | Meer afbeeldingen |
| De Doelen | Boerderij                 | 1722                                                                        |             | Tongelaar 4                           | 51° 42' 45" NB, 5° 46' 48" OL | 8860   | Meer afbeeldingen |
| Klein Garisveld | Boerderij                 | 1820                                                                        |             | Tongelaar 24                          | 51° 42' 34" NB, 5° 47' 26" OL | 8861   | Meer afbeeldingen |
| Stenen schuur onder hoog, met riet gedekt schilddak | Boerderij                 | 18e eeuw                                                                    |             | Domeinenstraat 20                     | 51° 41' 1" NB, 5° 46' 38" OL  | 29929  | Meer afbeeldingen |
| Kasteel Aldendriel | Kasteel, buitenplaats     | 16e eeuw (oudere kern) eerste helft van de 17e eeuw (huis) 1763 (gewijzigd) |             | Kasteelsestraat 2                     | 51° 41' 15" NB, 5° 47' 18" OL | 29930  | Meer afbeeldingen |
| Boerderij met schuur en stalruimten, behoort hebbend tot het kasteel Aldendriel. Rijk met pilasters geornamenteerde en van vele inrijpoorten voorziene dienstgebouwen binnen de omgrachting gelegen | Boerderij                 | 17e eeuw                                                                    |             | Kasteelsestraat bij 2                 | 51° 41' 16" NB, 5° 47' 20" OL | 29931  | Boerderij met schuur en stalruimten, behoort hebbend tot het kasteel Aldendriel. Rijk met pilasters geornamenteerde en van vele inrijpoorten voorziene dienstgebouwen binnen de omgrachting gelegen |
| St. Willibrordus | Kerk en kerkonderdeel     | 1877-1878                                                                   | C. van Dijk | Kerkstraat 2                          | 51° 41' 11" NB, 5° 46' 59" OL | 29932  | Meer afbeeldingen |
| De Korenbloem (Mill) | Industrie- en poldermolen | 1858                                                                        |             | Molenstraat 54B                       | 51° 41' 27" NB, 5° 46' 58" OL | 29933  | Meer afbeeldingen |
| Ruïne van de Onze Lieve Vrouwekapel | Kapel                     | 15e eeuw                                                                    |             | Kapelweg 13                           | 51° 41' 1" NB, 5° 46' 8" OL   | 29934  | Meer afbeeldingen |
| Peel-Raamstelling: anti-tankgracht | Gracht                    | 1939-1940                                                                   |             | Defensiekanaal                        | 51° 41' 12" NB, 5° 46' 36" OL | 509267 | Peel-Raamstelling: anti-tankgracht |
| Peel-Raamstelling: wal | Omwalling                 | 1939-1940                                                                   |             | Defensiekanaal                        | 51° 40' 32" NB, 5° 45' 11" OL | 509269 | Peel-Raamstelling: wal |
| Peel Raamstelling: asperge-versperring | Versperring               | 1939-1940                                                                   |             | Defensiekanaal                        | 51° 40' 48" NB, 5° 46' 5" OL  | 509273 | Peel Raamstelling: asperge-versperring |
| Bakhuis | Boerderij                 | tweede helft 19e eeuw                                                       |             | Roijendijk 20                         | 51° 42' 5" NB, 5° 46' 31" OL  | 509279 | Meer afbeeldingen |
| Voormalige boerderij op T-vormige plattegrond | Boerderij                 | 1878                                                                        |             | Schoolstraat 24                       | 51° 41' 8" NB, 5° 47' 5" OL   | 509281 | Meer afbeeldingen |
| Molenaarshuis | Bedrijfs-,fabriekswoning  | vierde kwart 19e eeuw                                                       |             | Schoolstraat 46                       | 51° 41' 1" NB, 5° 47' 9" OL   | 509282 | Meer afbeeldingen |
| Station Mill | Transport                 | 1872                                                                        |             | Spoorstraat 41                        | 51° 40' 56" NB, 5° 46' 49" OL | 509283 | Meer afbeeldingen |
| De Peel Raamstelling: kazemat 502 | Kazemat                   | 1939-1940                                                                   |             | Langs Kanaalweg                       | 51° 37' 48" NB, 5° 45' 9" OL  | 519291 | Upload foto |
| Peel-Raamstelling: verdeelwerk annex stuw (tussen kazemat 521 en 522) | Waterkering en -doorlaat  | 1939-1940                                                                   |             | Defensiekanaal                        | 51° 39' 53" NB, 5° 44' 51" OL | 525548 | Peel-Raamstelling: verdeelwerk annex stuw (tussen kazemat 521 en 522) |
| Peel Raamstelling: verdeelwerk annex stuw (tussen kazemat 530 en 531) | Waterkering en -doorlaat  | 1939                                                                        |             | Defensiekanaal                        | 51° 40' 40" NB, 5° 45' 36" OL | 525549 | Peel Raamstelling: verdeelwerk annex stuw (tussen kazemat 530 en 531) |
| Peel-Raamstelling: verdeelwerk annex stuw (tussen kazemat 533 en 534) | Waterkering en -doorlaat  | 1939-1940                                                                   |             | Defensiekanaal                        | 51° 40' 49" NB, 5° 46' 6" OL  | 525550 | Peel-Raamstelling: verdeelwerk annex stuw (tussen kazemat 533 en 534) |
| Peel-Raamstelling: verdeelwerk annex stuw (tussen kazemat 535 en 536) | Waterkering en -doorlaat  | 1939-1940                                                                   |             | Defensiekanaal                        | 51° 40' 56" NB, 5° 46' 16" OL | 525551 | Peel-Raamstelling: verdeelwerk annex stuw (tussen kazemat 535 en 536) |
| Peel-Raamstelling: verdeelwerk annex stuw (tussen kazemat 539 en 540) | Waterkering en -doorlaat  | 1939-1940                                                                   |             | Defensiekanaal                        | 51° 41' 16" NB, 5° 46' 33" OL | 525552 | Peel-Raamstelling: verdeelwerk annex stuw (tussen kazemat 539 en 540) |
| Peel-Raamstelling: verdeelwerk annex stuw (tussen kazemat 42 en 43) | Waterkering en -doorlaat  | 1939-1940                                                                   |             | Defensiekanaal                        | 51° 42' 6" NB, 5° 46' 16" OL  | 525553 | Peel-Raamstelling: verdeelwerk annex stuw (tussen kazemat 42 en 43) |
| Peel-Raamstelling: verdeelwerk annex stuw (tussen kazemat 36-37) | Waterkering en -doorlaat  | 1939-1940                                                                   |             | Defensiekanaal                        | 51° 42' 35" NB, 5° 45' 58" OL | 525554 | Peel-Raamstelling: verdeelwerk annex stuw (tussen kazemat 36-37) |
| Peel-Raamstelling: kazemat 521 | Kazemat                   | 1939-1940                                                                   |             | Defensiekanaal                        | 51° 39' 48" NB, 5° 44' 42" OL | 525555 | Peel-Raamstelling: kazemat 521 |
| Peel-Raamstelling: kazemat 522 | Kazemat                   | 1939-1940                                                                   |             | Defensiekanaal                        | 51° 39' 57" NB, 5° 45' 3" OL  | 525556 | Peel-Raamstelling: kazemat 522 |
| Peel-Raamstelling: kazemat 523 | Kazemat                   | 1939-1940                                                                   |             | Defensiekanaal                        | 51° 40' 4" NB, 5° 45' 15" OL  | 525557 | Peel-Raamstelling: kazemat 523 |
| Peel-Raamstelling: kazemat 524 | Kazemat                   | 1939-1940                                                                   |             | Defensiekanaal                        | 51° 40' 15" NB, 5° 45' 11" OL | 525558 | Peel-Raamstelling: kazemat 524 |
| Peel-Raamstelling: kazemat 525 | Kazemat                   | 1939-1940                                                                   |             | Defensiekanaal                        | 51° 40' 25" NB, 5° 45' 8" OL  | 525559 | Peel-Raamstelling: kazemat 525 |
| Peel-Raamstelling: kazemat 528 | Kazemat                   | 1939-1940                                                                   |             | Defensiekanaal                        | 51° 40' 31" NB, 5° 45' 10" OL | 525560 | Peel-Raamstelling: kazemat 528 |
| Peel-Raamstelling: kazemat 529 | Kazemat                   | 1939-1940                                                                   |             | Defensiekanaal                        | 51° 40' 31" NB, 5° 45' 10" OL | 525561 | Peel-Raamstelling: kazemat 529 |
| Peel-Raamstelling: kazemat 530 | Kazemat                   | 1939-1940                                                                   |             | Defensiekanaal                        | 51° 40' 39" NB, 5° 45' 29" OL | 525562 | Peel-Raamstelling: kazemat 530 |
| Peel-Raamstelling: kazemat 531 | Kazemat                   | 1939-1940                                                                   |             | Defensiekanaal                        | 51° 40' 44" NB, 5° 45' 49" OL | 525563 | Peel-Raamstelling: kazemat 531 |
| Peel-Raamstelling: kazemat 532 | Kazemat                   | 1939-1940                                                                   |             | Defensiekanaal                        | 51° 40' 46" NB, 5° 45' 60" OL | 525564 | Peel-Raamstelling: kazemat 532 |
| Peel-Raamstelling: kazemat 533 | Kazemat                   | 1939-1940                                                                   |             | Defensiekanaal                        | 51° 40' 47" NB, 5° 46' 0" OL  | 525567 | Peel-Raamstelling: kazemat 533 |
| Peel-Raamstelling: kazemat 534 | Kazemat                   | 1939-1940                                                                   |             | Defensiekanaal                        | 51° 40' 50" NB, 5° 46' 7" OL  | 525568 | Peel-Raamstelling: kazemat 534 |
| Peel-Raamstelling: kazemat 535 | Kazemat                   | 1939-1940                                                                   |             | Defensiekanaal                        | 51° 40' 50" NB, 5° 46' 7" OL  | 525569 | Peel-Raamstelling: kazemat 535 |
| Peel-Raamstelling: kazemat 536 | Kazemat                   | 1939-1940                                                                   |             | Defensiekanaal                        | 51° 40' 56" NB, 5° 46' 16" OL | 525571 | Peel-Raamstelling: kazemat 536 |
| Peel-Raamstelling: kazemat 538 | Kazemat                   | 1939-1940                                                                   |             | Defensiekanaal                        | 51° 41' 12" NB, 5° 46' 35" OL | 525572 | Peel-Raamstelling: kazemat 538 |
| Peel-Raamstelling: kazemat 539 | Kazemat                   | 1939-1940                                                                   |             | Defensiekanaal                        | 51° 41' 16" NB, 5° 46' 33" OL | 525573 | Peel-Raamstelling: kazemat 539 |
| Peel-Raamstelling: kazemat 540 | Kazemat                   | 1939-1940                                                                   |             | Defensiekanaal                        | 51° 41' 21" NB, 5° 46' 34" OL | 525574 | Peel-Raamstelling: kazemat 540 |
| Peel Raamstelling: kazemat 542 | Kazemat                   | 1939-1940                                                                   |             | Defensiekanaal                        | 51° 41' 29" NB, 5° 46' 38" OL | 525575 | Peel Raamstelling: kazemat 542 |
| Peel-Raamstelling: kazemat 543 | Kazemat                   | 1939-1940                                                                   |             | Defensiekanaal                        | 51° 41' 35" NB, 5° 46' 42" OL | 525576 | Peel-Raamstelling: kazemat 543 |
| Peel-Raamstelling: kazemat 544 | Kazemat                   | 1939-1940                                                                   |             | Defensiekanaal                        | 51° 41' 42" NB, 5° 46' 40" OL | 525577 | Peel-Raamstelling: kazemat 544 |
| Peel-Raamstelling: kazemat 545 | Kazemat                   | 1939-1940                                                                   |             | Defensiekanaal                        | 51° 41' 37" NB, 5° 46' 43" OL | 525578 | Peel-Raamstelling: kazemat 545 |
| Peel-Raamstelling: kazemat 547 | Kazemat                   | 1939-1940                                                                   |             | Defensiekanaal                        | 51° 41' 50" NB, 5° 46' 40" OL | 525579 | Peel-Raamstelling: kazemat 547 |
| Peel-Raamstelling: kazemat 548 | Kazemat                   | 1939-1940                                                                   |             | Defensiekanaal                        | 51° 41' 50" NB, 5° 46' 40" OL | 525580 | Peel-Raamstelling: kazemat 548 |
| Peel-Raamstelling: kazemat 45 | Kazemat                   | 1939-1940                                                                   |             | Defensiekanaal                        | 51° 41' 53" NB, 5° 46' 37" OL | 525582 | Peel-Raamstelling: kazemat 45 |
| Peel-Raamstelling: kazemat 44 | Kazemat                   | 1939-1940                                                                   |             | Defensiekanaal                        | 51° 41' 60" NB, 5° 46' 25" OL | 525583 | Peel-Raamstelling: kazemat 44 |
| Peel-Raamstelling: kazemat 43 | Kazemat                   | 1939-1940                                                                   |             | Defensiekanaal                        | 51° 42' 6" NB, 5° 46' 16" OL  | 525584 | Peel-Raamstelling: kazemat 43 |
| Peel-Raamstelling: kazemat 41 | Kazemat                   | 1939-1940                                                                   |             | Defensiekanaal                        | 51° 42' 10" NB, 5° 46' 10" OL | 525586 | Peel-Raamstelling: kazemat 41 |
| Peel-Raamstelling: kazemat 40 | Kazemat                   | 1939-1940                                                                   |             | Defensiekanaal                        | 51° 42' 14" NB, 5° 46' 19" OL | 525587 | Peel-Raamstelling: kazemat 40 |
| Peel-Raamstelling: kazemat 39 | Kazemat                   | 1939-1940                                                                   |             | Defensiekanaal                        | 51° 42' 16" NB, 5° 46' 19" OL | 525588 | Peel-Raamstelling: kazemat 39 |
| Peel-Raamstelling: kazemat 38 | Kazemat                   | 1939-1940                                                                   |             | Defensiekanaal                        | 51° 42' 31" NB, 5° 46' 4" OL  | 525589 | Peel-Raamstelling: kazemat 38 |
| Peel-Raamstelling: kazemat 37 | Kazemat                   | 1939-1940                                                                   |             | Defensiekanaal                        | 51° 42' 35" NB, 5° 45' 58" OL | 525590 | Peel-Raamstelling: kazemat 37 |
| Peel-Raamstelling: kazemat 36 | Kazemat                   | 1939-1940                                                                   |             | Defensiekanaal                        | 51° 42' 44" NB, 5° 45' 55" OL | 525591 | Peel-Raamstelling: kazemat 36 |
| Peel-Raamstelling: kazemat 34 | Kazemat                   | 1939-1940                                                                   |             | Defensiekanaal                        | 51° 42' 44" NB, 5° 45' 55" OL | 525592 | Peel-Raamstelling: kazemat 34 |
| Peel-Raamstelling: kazemat 33 | Kazemat                   | 1939-1940                                                                   |             | Defensiekanaal                        | 51° 42' 44" NB, 5° 45' 55" OL | 525593 | Peel-Raamstelling: kazemat 33 |
| Peel-Raamstelling: kazemat 520 | Kazemat                   | 1939-1940                                                                   |             | Defensiekanaal                        | 51° 40' 31" NB, 5° 45' 8" OL  | 525595 | Peel-Raamstelling: kazemat 520 |
| Peel-Raamstelling: kazemat 527 | Kazemat                   | 1939-1940                                                                   |             | Defensiekanaal                        | 51° 40' 31" NB, 5° 45' 9" OL  | 525596 | Peel-Raamstelling: kazemat 527 |
| Peel-Raamstelling: kazemat 537 | Kazemat                   | 1939-1940                                                                   |             | Defensiekanaal, Langenboomseweg bij 3 | 51° 41' 0" NB, 5° 46' 25" OL  | 525597 | Peel-Raamstelling: kazemat 537 |
| Peel-Raamstelling: kazemat B (90a) 42 | Kazemat                   | 1939-1940                                                                   |             | Defensiekanaal                        | 51° 42' 9" NB, 5° 46' 10" OL  | 525599 | Peel-Raamstelling: kazemat B (90a) 42 |
| Peel-Raamstelling: kazemat B (90a) 42 | Kazemat                   | 1939-1940                                                                   |             | Defensiekanaal                        | 51° 42' 44" NB, 5° 45' 55" OL | 525600 | Peel-Raamstelling: kazemat B (90a) 42 |
| Peel-Raamstelling: kazemat B (270a) 32 | Kazemat                   | 1939-1940                                                                   |             | Defensiekanaal                        | 51° 42' 44" NB, 5° 45' 55" OL | 525601 | Peel-Raamstelling: kazemat B (270a) 32 |
| Peel-Raamstelling: kazemat 526 | Kazemat                   | 1939-1940                                                                   |             | Defensiekanaal                        | 51° 40' 30" NB, 5° 45' 6" OL  | 525618 | Peel-Raamstelling: kazemat 526 |
| Peel-Raamstelling: kazemat 546 | Kazemat                   | 1939-1940                                                                   |             | Defensiekanaal                        | 51° 41' 47" NB, 5° 46' 46" OL | 525619 | Peel-Raamstelling: kazemat 546 |